# Сиракузское восстание (404 до н. э.)
Сиракузское восстание 404 до н. э. — попытка свержения тирании Дионисия Старшего.
Дионисий, установивший во время Первой Карфагенской войны свою тиранию, в 405 году до н. э. подписал с карфагенянами мирный договор, ограничивавший его власть одними Сиракузами и предоставлявший независимость греческим и сикульским общинам. Зиму 405/404 до н. э. тиран потратил на укрепление своих позиций в городе, так как полагал, что граждане, избавившись от военной угрозы, не захотят терпеть его режим и попытаются вернуть себе свободу.
Считая расположенный в Старом городе остров Ортигию наиболее безопасной частью города, которую с лёгкостью способен оборонять небольшой гарнизон, он окружил это место, соединённое с Сиракузами лишь узкой дамбой, прочной стеной с башнями, превратив в сильное укрепление, ставшее его резиденцией. Перед крепостью он возвёл дома, способные вместить множество людей, где поселил своих сторонников и разместил наёмников, отделив этот район от Нового города стеной. Ценой больших затрат был возведён акрополь в качестве дополнительной цитадели. Расположенная к северу от Ортигии малая сиракузская гавань Лаккий, где находился военно-морской арсенал, также была обнесена крепостной стеной. Лаккий был способен вместить шестьдесят триер, вход в эту гавань перекрывался, и его ширина была рассчитана на проход только одного корабля. Лучшие земельные участки Сиракуз, принадлежавшие убитым и изгнанным аристократам, тиран распределил между своими друзьями и должностными лицами, остальное досталось гражданам, в том числе освобождённым рабам, которые стали называться «новыми гражданами».
Укрепившись в Сиракузах и не считая себя связанным соглашением с карфагенянами, тиран уже в 404 году до н. э. предпринял поход против сикулов с намерением осадить Гербесс. Находившееся в составе его войск сиракузское гражданское ополчение, получив в свои руки оружие, стало проявлять недовольство, и когда один из стратегов тирана Дорих пригрозил некоему воину наказанием за острый язык, тот дал начальнику отпор, а попытка командира избить строптивого подчинённого привела к возмущению его товарищей. Ополченцы убили Дориха, призвали граждан к восстанию против тирании и послали в Этну за прежним начальником конницы, изгнанным из Сиракуз в начале правления тирана.
Дионисий немедленно прервал осаду и бежал в Сиракузы. Восставшие выбрали командующим воина, убившего стратега и, соединившись с всадниками из Этны, разбили лагерь на равнине Эпипол, отрезав тирана от города. В Мессану и Регий за помощью были отправлены послы, и города направили сиракузянам 80 триер. За голову тирана было назначено вознаграждение, а перешедшим на сторону народа наёмникам обещано предоставление гражданства. Построив осадные машины, сиракузяне начали ежедневные атаки Ортигии. Коринф, являвшийся метрополией Сиракуз, прислал своего представителя Никотела, возглавившего борьбу с тиранией.
По словам Диодора Сицилийского, тиран, которого начали покидать наёмники, подумывал о самоубийстве. Созвав ближайших друзей, он спросил их мнение. Гелор, которого некоторые авторы считали его приёмным отцом, сказал, что тирания — прекрасный саван, а Поликсен, его шурин, посоветовал Дионисию на самом быстром коне скакать в область карфагенян и кампанских наёмников, которых Гимилькон оставил для защиты своих завоеваний на Сицилии. Филист, написавший позднее историю этих событий, возразил Поликсену, и тиран согласился с его мнением о том, что власть нельзя уступать. Направив к восставшим послов с просьбой позволить ему и его спутникам покинуть город, он в то же время тайно направил людей к кампанцам с обещанием заплатить любую цену за помощь в снятии осады.
Сиракузяне разрешили тирану покинуть Ортигию на пяти кораблях, после чего конница, не использовавшаяся при осаде, была распущена, а пехота разбрелась по городу, полагая борьбу с тиранией оконченной. Тем временем передовые части кампанцев, принявших предложение Дионисия, достигли Агирия. Оставив обоз у Агирида, тирана этого города, они направили 1200 всадников в Сиракузы и после быстрого перехода внезапно обрушились на восставших, убили значительное их число и прорвались к Дионисию, на помощь которому в это время подошли ещё триста наёмников. Среди сиракузян начались разногласия: одни считали, что надо продолжать осаду, другие предлагали распустить войско и покинуть город. Узнав о колебаниях восставших, приободрившийся тиран сам их атаковал, легко разгромил и отогнал в Новый город. При этом, как пишет Диодор, погибших было немного, так как Дионисий, сопровождавший своё войско верхом, запретил убивать беглецов. Повстанцы рассеялись по окрестностям, но вскоре более семи тысяч человек собрались в Этне. Устроив погребение павшим сиракузянам, Дионисий направил в Этну послов с обещанием амнистии, и некоторые восставшие, оставившие в Сиракузах семьи, приняли его предложение. Вернувшиеся были хорошо приняты тираном, желавшим, чтобы в город возвратились и прочие беглецы, но те не поверили человеколюбию Дионисия, осыпали его проклятиями и укрепились в Этне, намереваясь продолжить борьбу.
Кампанцы получили обещанные деньги, но в городе тиран, опасавшийся их непостоянства, этим наёмникам остаться не позволил. Подойдя к Энтеллам, кампанцы убедили жителей принять их на поселение, а затем ночью вероломно напали на них, перебили всех мужчин, способных носить оружие, поделили между собой их жён и завладели городом.
Спартанцы, одержавшие победу в Пелопоннесской войне, послали в Сиракузы одного из своих видных граждан Ариста (Арета) якобы для помощи в свержении тирании, но на самом деле для поддержки тирана, с которым рассчитывали заключить союз. Арист провёл с Дионисием тайные переговоры, обсудив условия соглашения. Сиракузянам он пообещал восстановление свободы, но затем убил их предводителя коринфянина Никотела, покрыв позором и себя, и свою страну. Дионисий, отправив жителей на сбор урожая, обыскал их дома и забрал всё имевшееся оружие, затем возвёл вокруг акрополя вторую стену и увеличил свои вооружённые силы, построив новые корабли и навербовав дополнительных наёмников, поскольку «на опыте убедился, что сиракузяне способны вынести все, кроме рабства».
В дальнейшем Дионисию удалось в достаточной степени укрепить свою власть, так как ни о каких массовых антитиранических выступлениях в последующие годы ничего не известно, дружбу же со спартанцами тиран сохранял до конца своего правления.